# Æthelbald af Wessex
Kong Æthelbald af Wessex eller Ethelbald (oldengelsk: Æþelbald) (ca. 834 – 20. december 860) var konge af Wessex fra 856 til 860. Han var nummer to i en række af fem sønner som Kong Æthelwulf af Wessex og Osburga fik.